# Liste des maires de Dinan
Cet article dresse la liste par ordre de mandat des maires de la commune française de Dinan, située dans le département des Côtes-d'Armor en région Bretagne.

## L'Hôtel de ville

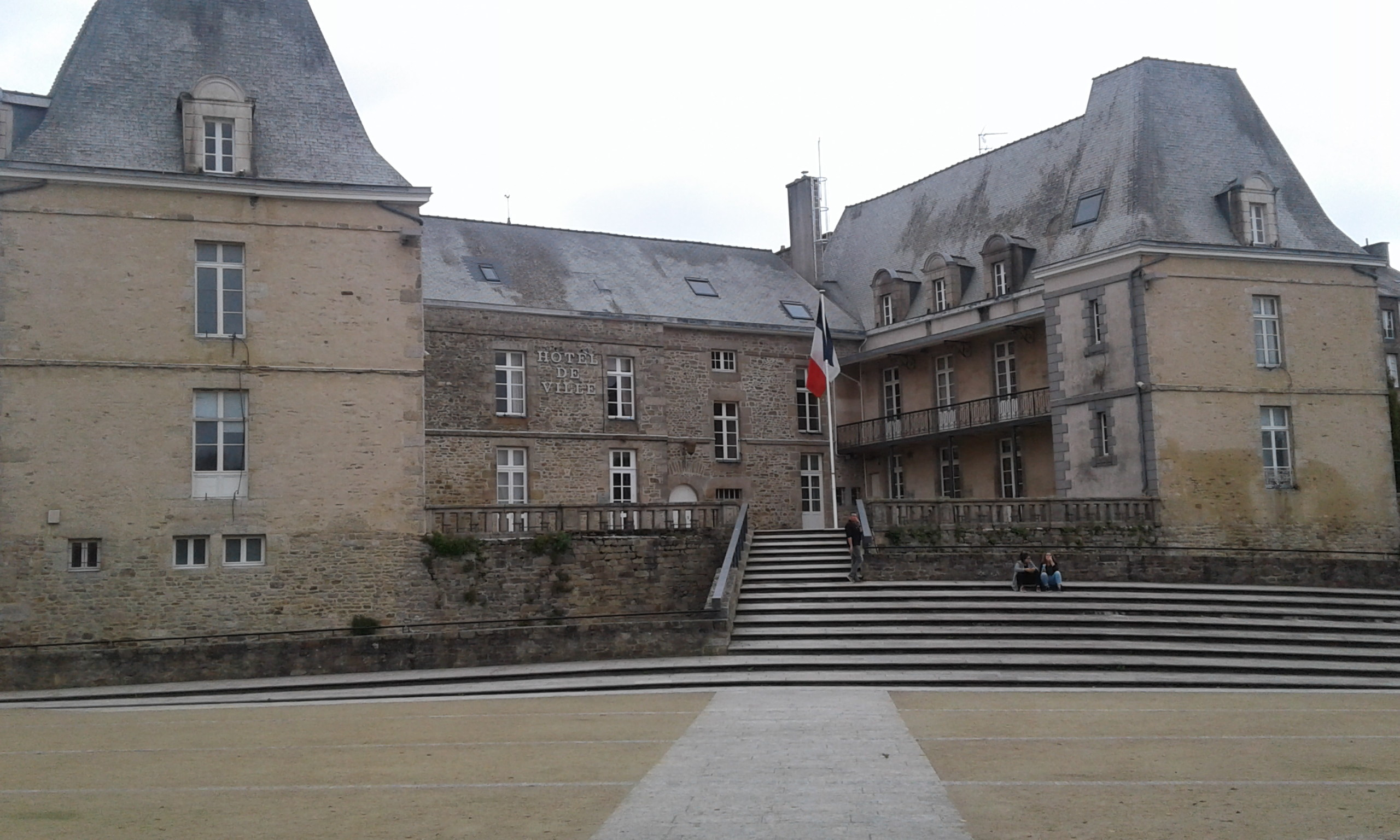
L'Hôtel de ville en 2017.

## Liste des maires

### Sous l'Ancien Régime
| Période                                  | Période      | Identité                                    | Étiquette | Qualité                                                  |
| ---------------------------------------- | ------------ | ------------------------------------------- | --------- | -------------------------------------------------------- |
| Les données manquantes sont à compléter. |              |                                             |           |                                                          |
| 1665                                     | 1668         | Jacques Porée                               |           |                                                          |
| 1673                                     | 1675         | Alain Jan                                   |           |                                                          |
| 1675                                     | 1677         | Julien Serizay                              |           |                                                          |
| 1677                                     | 1677         | Jacques Lucas                               |           |                                                          |
| 1678                                     | 1679         | Tanguy Rillet                               |           |                                                          |
| 1679                                     | 1683         | Jean Lambert                                |           |                                                          |
| 1683                                     | 1685         | François Foullain                           |           |                                                          |
| 1685                                     | 1687         | Jean Clavier                                |           |                                                          |
| 1687                                     | 1689         | Nicolas Ernault, sieur de Villeu            |           |                                                          |
| 1689                                     | 1691         | Julien Maingard, sieur du Châtellier        |           |                                                          |
| 1691                                     | 1697         | Pierre Ruellan, sieur du Temple             |           |                                                          |
| 1697                                     | 1700         | Julien Bonfils, sieur des Illéoux           |           |                                                          |
| 1700                                     | 1702         | Macé Maingard                               |           |                                                          |
| 1702                                     | 1703         | Raoul Gaultier, sieur de la Bouchardière    |           |                                                          |
| 1703                                     | 1720         | Pierre Jena le Pertel                       |           |                                                          |
| 1720                                     | 1722         | René Mestivier                              |           |                                                          |
| 1722                                     | 1724         | Jean Thomas Ernault, sieur du Villeu        |           |                                                          |
| 1724                                     | 1727         | Louis Ruellan                               |           |                                                          |
| 1727                                     | 1729         | René Bernard                                |           |                                                          |
| 1729                                     | 1731         | Henri Apvril, sieur de Kerloguen            |           |                                                          |
| 1731                                     | 1734         | Louis Duhamel sieur de Kerivoal             |           |                                                          |
| 1734                                     | 1736         | Maurice Mousset                             |           |                                                          |
| 1736                                     | 1738         | Julien François Legault                     |           |                                                          |
| 1738                                     | 1740         | François Ménager                            |           |                                                          |
| 1740                                     | 1742         | Julien François Legault                     |           |                                                          |
| 1742                                     | 1744         | Raoul Amelot                                |           |                                                          |
| 1744                                     | 1749         | Charles Pinot, sieur du Clos                |           |                                                          |
| 1749                                     | 1751         | Laurent Macé                                |           | Avocat au parlement de Bretagne                          |
| 1751                                     | 1753         | Toussaint Bameulle                          |           |                                                          |
| 1753                                     | 1755         | François Aubry, sieur de Vildé              |           |                                                          |
| 1755                                     | 1757         | Julien Renault, sieur de La Hautière        |           |                                                          |
| 1757                                     | 1759         | François Aubry, sieur de Vildé              |           |                                                          |
| 1759                                     | 1761         | Gilles Auguste Letord, sieur Duval          |           |                                                          |
| 1761                                     | 1763         | Jean Lohier                                 |           |                                                          |
| 1763                                     | 1765         | Thomas Martel, sieur du Bois-Tizon          |           |                                                          |
| 1765                                     | 1767         | Jean François Couppé, sieur de La Fougerais |           |                                                          |
| 1767                                     | 1769         | Pierre Tranchevent                          |           |                                                          |
| 1769                                     | 1771         | René Bameulle, sieur de la Chaboss          |           |                                                          |
| 1771                                     | 1774         | Olivier Vaugrena                            |           |                                                          |
| 1774                                     | 1776         | Marie Toussaint Gagon-Duchesnay (1736-1806) |           | Avocat, retraité en 1791 Nommé sous-préfet par Bonaparte |
| 1776                                     | 1779         | Pierre-Marie-Jacob Macé de Lépinay          |           | Avocat, Député aux Etats de Bretagne                     |
| 1779                                     | 1782         | Porcon de la Barbinais                      |           |                                                          |
| 1782                                     | 1786         | François Marie Lohier                       |           | Fils de Jean Lohier, Maire précédent                     |
| janvier 1786                             | février 1790 | Joseph Cercler                              |           |                                                          |

### De 1790 à 1944
| Période        | Période                    | Identité                                                            | Étiquette                    | Qualité |
| -------------- | -------------------------- | ------------------------------------------------------------------- | ---------------------------- | --- |
| février 1790   | novembre 1791              | Jean-Baptiste Gauttier                                              |                              | Abbé |
| novembre 1791  | 1791                       | François René Lecoq                                                 |                              | |
| 1791           | juillet 1792               | Jean Girault                                                        |                              | Maître apothicaire, officier municipal |
| juillet 1792   | décembre 1792 (démission)  | Charles Lecomte-Delisle (1759-1809)                                 |                              | Officier municipal |
| décembre 1792  | septembre 1793             | Pierre Guy Reslou de la Tisonnais                                   |                              | |
| septembre 1793 | février 1794               | Laurent François Le Bourguignon (1737-?)                            |                              | |
| février 1794   | 1801                       | Jean-Pierre Berthelot                                               |                              | |
| 1801           | 1806                       | Charles Rolland Néel de La Vigne (1762-1851)                        |                              | Médecin |
| janvier 1807   | août 1815                  | Raymond Le Chevalier                                                |                              | |
| août 1815      | 1829                       | Pierre Deniau                                                       |                              | |
| 1829           | août 1830                  | François de La Nouë                                                 |                              | |
| août 1830      | juillet 1835               | Joseph Christophe Marie Philippe de Saint-Pern-Couellan (1793-1839) | Opposition libérale          | Négociant Député des Côtes-du-Nord (1835 → 1839) Conseiller général de Dinan-Ouest (1833 → 1839)                                                  |
| juillet 1835   | 1837 (décès)               | Auguste Louis Gilles Égault (1781-1837)                             |                              | Conseiller général de Dinan-Est (1836 → 1837) |
| juillet 1837   | juillet 1847               | Louis Thomas Leconte (1799-1870)                                    | Droite                       | Banquier Député des Côtes-du-Nord (1849 → 1851)                                                                                                   |
| juillet 1847   | novembre 1849              | Joseph Lesage (1819-1912)                                           |                              | Avocat |
| novembre 1849  | août 1857                  | Louis Belêtre-Viel (1808-1870)                                      |                              | Propriétaire Conseiller général de Dinan-Ouest (1852 → 1869)                                                                                      |
| août 1857      | septembre 1861             | Louis Thomas Leconte (1799-1870)                                    | Droite (Majorité dynastique) | Banquier Député des Côtes-du-Nord (1849 → 1851 et 1852 → 1857)                                                                                    |
| septembre 1861 | août 1874 (décès)          | Henri Pierre Flaud (1816-1874)                                      | Centre droit                 | Industriel Député des Côtes-du-Nord (1871 → 1874) Conseiller général de Dinan-Ouest (1867 → 1874)                                                 |
| août 1874      | mars 1875                  | Jean-Baptiste Redoulès (1819-1891)                                  |                              | Ancien capitaine des pompiers Chevalier de la Légion d'honneur (1872)                                                                             |
| mars 1875      | juillet 1878 (décès)       | Antoine Jacquemin (?-1878)                                          | Conservateur                 | Avocat, bâtonnier de l'ordre des avocats de Dinan                                                                                                 |
| août 1878      | septembre 1893 (décès)     | Joseph Deroyer (1824-1893)                                          | Centre gauche                | Conseiller municipal (1860 → 1878) Député des Côtes-du-Nord (1882 → 1885) Chevalier de la Légion d'honneur (1890)                                 |
| novembre 1893  | 1899                       | Jean-Marie Even (1841-1923)                                         |                              | Avoué près du tribunal de Dinan, peintre et aquarelliste                                                                                          |
| novembre 1899  | avril 1901                 | Albert Jacquemin (1847-1902)                                        | Républicain ULR              | Avocat Député des Côtes-du-Nord (1889 → 1902) Conseiller général de Ploubalay (1895 → 1902) Président du conseil général des Côtes-du-Nord (1902) |
| avril 1901     | septembre 1903 (démission) | Jules Jouanin (1847-1924)                                           | Rad.                         | Vétérinaire Commandeur du Mérite agricole, officier de l'Instruction publique                                                                     |
| novembre 1903  | mai 1908                   | Eugène Rosse (1855-?)                                               | Républicain progressiste     | |
| mai 1908       | janvier 1924 (décès)       | Jules Jouanin (1847-1924)                                           | Rad.                         | Vétérinaire Commandeur du Mérite agricole, officier de l'Instruction publique                                                                     |
| mars 1924      | mai 1925                   | Paul Aubrée (1868-?)                                                | Rad.                         | Avocat |
| mai 1925       | mai 1929                   | Henri Durand                                                        | Républicain anticartélliste  | Conseiller d'arrondissement (1919 → 1925) |
| mai 1929       | décembre 1940              | Michel Geistdoerfer (1883-1964)                                     | Rad.soc.                     | Journaliste Député des Côtes-du-Nord (1928 → 1940) Conseiller général de Dinan-Est (1927 → 1934)                                                  |
| janvier 1941   | août 1944                  | Henri Aubry (1887-1979)                                             |                              | Notaire Président de la délégation spéciale |

### Depuis la Libération
| Période      | Période   | Identité                        | Étiquette                  | Qualité |
| ------------ | --------- | ------------------------------- | -------------------------- | --- |
| août 1944    | mai 1945  | Michel Geistdoerfer (1883-1964) | Rad.soc.                   | Journaliste |
| mai 1945     | mars 1965 | André Aubert (1902-1970)        | DVD                        | Pharmacien Conseiller général de Dinan-Ouest (1949 → 1970) |
| mars 1965    | mars 1983 | Yves Blanchot (1908-1985)       | UDR puis RPR               | Artisan boucher Président du district urbain de Dinan (1977 → 1983) |
| mars 1983    | mars 2014 | René Benoît (1937- )            | UDF-PR puis DL puis UMP    | Professeur d'éducation physique Député des Côtes-du-Nord (2e circ.) (1978 → 1981 et 1986 → 1988) Conseiller régional de Bretagne (1986→ 1992 et 2002 → 2004) Conseiller général de Dinan-Est (1976 → 2001) Président de Dinan communauté (1983 → 2014) |
| 6 avril 2014 | En cours  | Didier Lechien (1962- )         | UDI puis DVC puis Horizons | Professeur de faculté 2e vice-président de Dinan communauté (2014 → 2016) 2e vice-président de Dinan Agglomération (2017 → ) Élu maire de la commune nouvelle en janvier 2018                                                                          |

## Biographies des maires

### Biographie du maire actuel
Didier Lechien (4 juillet 1962 à Dinan - )
Titulaire d'un DEA de droit public, il fut successivement attaché parlementaire du sénateur Bernard Lemarié (de 1986 à 1989), attaché de direction à la CCI de Boulogne-sur-Mer et enseignant-chercheur. Membre du Centre des démocrates sociaux (CDS), dont il est l'un des vice-présidents, il est par ailleurs président de l'UDF des Côtes-d'Armor de 1991 à 1993. 
Candidat aux élections municipales de 1989 à Plouër-sur-Rance, il ne parvient pas à se faire élire.
Adjoint aux affaires scolaires de René Benoît de 1995 à 2001, il se présente contre ce dernier aux élections municipales de mars 2001 : au premier tour, il termine en troisième position derrière le maire sortant et le candidat d'union de la gauche, Didier Morel, et se retire au profit du sortant. Écarté par le maire réélu pendant six ans, il retrouve le conseil municipal en 2008 et devient premier adjoint.
Tête de liste de la majorité sortante en mars 2014, il recueille 32,04 % des suffrages au premier tour, le plaçant derrière le député socialiste Jean Gaubert mais devant les listes UMP et divers droite. Le 30 mars, à l'issue d'une triangulaire, il remporte le scrutin avec 49,90 % des voix contre 42,89 % pour l'union de la gauche et 7,20 % pour Séverine Rio. En 2020, il est largement réélu dès le premier tour.

### Biographies des anciens maires
René Benoît (19 mars 1937 à Dinan - )
...
Yves Blanchot (15 mai 1908 à Paris - 7 décembre 1985 à Dinan)
...
André Aubert (1902-1970)
...
Michel Geistdoerfer (14 avril 1883 à Dinan - 22 avril 1964 à Paris)
...

## Conseil municipal actuel
Les 35 sièges composant le conseil municipal de Dinan ont été pourvus le 15 mars 2020 à l'issue du premier tour de scrutin. Actuellement, il est réparti comme suit :

Composition du conseil municipal de Dinan pour la mandature 2020-2026
Union de la gauche (EÉLV-PCF-FI-PS-G.s)
Union du centre et de la droite (UDI-LREM-LR)
Rassemblement national (RN-PCD)

Du 1er janvier 2018, date de création de la commune nouvelle, aux élections municipales de 2020, le conseil municipal de Dinan comptait 56 sièges :
- 33 pour la commune de Dinan
- 23 pour la commune de Léhon

La majorité municipale comptait alors quarante-six membres et la minorité, dix.

Composition du conseil municipal de Dinan lors de son installation en 2014
Liste Dinan d'abord (UDI)
Liste Dinan ambitieux, durable et solidaire (PS)
Liste Rassembler pour agir (DVD)

## Résultats des élections municipales

### Élection municipale de 2020
À cause de la pandémie de Covid-19, les conseils municipaux d'installation (dans les communes pourvues au premier tour) n'ont pu avoir lieu dans les délais habituels. Un décret publié au JORF du 15 mai 2020 en a ainsi fixé la tenue entre les 23 et 28 mai. À Dinan, il a eu lieu le 26 mai 2020.
|                            |                  |                    |              |              |        |        |  |  |  |
| Tête de liste              | Tête de liste    | Liste              | Premier tour | Premier tour | Sièges | Sièges |  |  |  |
| Tête de liste              | Tête de liste    | Liste              | Voix         | %            | CM     | DA     |  |  |  |
|                            | Didier Lechien * | UDI-LREM-LR        | 2 832        | 65,99        | 30     | 10     |  |  |  |
| Dinan-Léhon à cœur battant |                  |                    | 2 832        | 65,99        | 30     | 10     |  |  |  |
|                            | Michel Forget    | EÉLV-PCF-FI-PS-G.s | 1 168        | 27,21        | 4      | 2      |  |  |  |
| Dinan Diver'Cité           |                  |                    | 1 168        | 27,21        | 4      | 2      |  |  |  |
|                            | Gérard de Mellon | RN-PCD             | 291          | 6,78         | 1      |        |  |  |  |
| Rassemblement pour Dinan   |                  |                    | 291          | 6,78         | 1      |        |  |  |  |
|                            |                  |                    |              |              |        |        |  |  |  |
| Inscrits                   | Inscrits         | Inscrits           | 10 322       | 100,00       |        |        |  |  |  |
| Abstentions                | Abstentions      | Abstentions        | 5 917        | 57,32        |        |        |  |  |  |
| Votants                    | Votants          | Votants            | 4 405        | 42,68        |        |        |  |  |  |
| Blancs et nuls             | Blancs et nuls   | Blancs et nuls     | 114          | 2,59         |        |        |  |  |  |
| Exprimés                   | Exprimés         | Exprimés           | 4 291        | 97,41        |        |        |  |  |  |
| * Liste du maire sortant   |                  |                    |              |              |        |        |  |  |  |

### Élection municipale de 2014
|                                       |                |                |              |              |             |             |        |        |  |
| Tête de liste                         | Tête de liste  | Liste          | Premier tour | Premier tour | Second tour | Second tour | Sièges | Sièges |  |
| Tête de liste                         | Tête de liste  | Liste          | Voix         | %            | Voix        | %           | CM     | DA     |  |
|                                       | Jean Gaubert   | PS-EELV-FG     | 1 640        | 32,82        | 2 191       | 42,89       | 7      | 2      |  |
| Dinan ambitieux, durable et solidaire |                |                | 1 640        | 32,82        | 2 191       | 42,89       | 7      | 2      |  |
|                                       | Didier Lechien | UDI            | 1 601        | 32,04        | 2 549       | 49,90       | 25     | 9      |  |
| Dinan d'abord                         |                |                | 1 601        | 32,04        | 2 549       | 49,90       | 25     | 9      |  |
|                                       | Didier Deru    | UMP            | 1 202        | 24,05        |             |             |        |        |  |
| À vos côtés, pour un nouvel élan      |                |                | 1 202        | 24,05        |             |             |        |        |  |
|                                       | Séverine Rio   | DVD            | 554          | 11,09        | 368         | 7,20        | 1      |        |  |
| Rassembler pour agir                  |                |                | 554          | 11,09        | 368         | 7,20        | 1      |        |  |
|                                       |                |                |              |              |             |             |        |        |  |
| Inscrits                              | Inscrits       | Inscrits       | 7 807        | 100,00       | 7 807       | 100,00      |        |        |  |
| Abstentions                           | Abstentions    | Abstentions    | 2 664        | 34,12        | 2 560       | 32,79       |        |        |  |
| Votants                               | Votants        | Votants        | 5 143        | 65,88        | 5 247       | 67,21       |        |        |  |
| Blancs et nuls                        | Blancs et nuls | Blancs et nuls | 146          | 2,84         | 139         | 2,65        |        |        |  |
| Exprimés                              | Exprimés       | Exprimés       | 4 997        | 97,16        | 5 108       | 97,35       |        |        |  |

### Élection municipale de 2008
|                                       |                |                      |              |              |        |        |  |  |  |
| Tête de liste                         | Tête de liste  | Liste                | Premier tour | Premier tour | Sièges | Sièges |  |  |  |
| Tête de liste                         | Tête de liste  | Liste                | Voix         | %            | CM     |        |  |  |  |
|                                       | René Benoit *  | UMP-DVD              | 2 767        | 51,38        | 25     |        |  |  |  |
| Dinan pour tous, tous unis pour Dinan |                |                      | 2 767        | 51,38        | 25     |        |  |  |  |
|                                       | Bertrand Elise | PS-PCF-Verts-PRG-UDB | 2 618        | 48,62        | 8      |        |  |  |  |
| Dinan ensemble et autrement           |                |                      | 2 618        | 48,62        | 8      |        |  |  |  |
|                                       |                |                      |              |              |        |        |  |  |  |
| Inscrits                              | Inscrits       | Inscrits             | 8 185        | 100,00       |        |        |  |  |  |
| Abstentions                           | Abstentions    | Abstentions          | 2 612        | 31,91        |        |        |  |  |  |
| Votants                               | Votants        | Votants              | 5 573        | 68,08        |        |        |  |  |  |
| Blancs ou nuls                        | Blancs ou nuls | Blancs ou nuls       | 188          | 3,37         |        |        |  |  |  |
| Exprimés                              | Exprimés       | Exprimés             | 5 385        | 96,63        |        |        |  |  |  |
| * Liste du maire sortant              |                |                      |              |              |        |        |  |  |  |

### Élection municipale de 2001
|                                      |                |                |              |              |             |             |        |        |  |
| Tête de liste                        | Tête de liste  | Liste          | Premier tour | Premier tour | Second tour | Second tour | Sièges | Sièges |  |
| Tête de liste                        | Tête de liste  | Liste          | Voix         | %            | Voix        | %           | CM     |        |  |
|                                      | René Benoit *  | DL             | 2 104        | 41,43        | 2 688       | 51,66       | 25     |        |  |
| Ensemble, en confiance, Dinan avance |                |                | 2 104        | 41,43        | 2 688       | 51,66       | 25     |        |  |
|                                      | Didier Morel   | PS-PCF-LV-PRG  | 1 786        | 35,17        | 2 515       | 48,34       | 8      |        |  |
| Pour Dinan, changeons                |                |                | 1 786        | 35,17        | 2 515       | 48,34       | 8      |        |  |
|                                      | Didier Lechien | UDF            | 1 188        | 23,40        |             |             |        |        |  |
| Un nouveau Dinan pour tous           |                |                | 1 188        | 23,40        |             |             |        |        |  |
|                                      |                |                |              |              |             |             |        |        |  |
| Inscrits                             | Inscrits       | Inscrits       | 7 619        | 100,00       | 7 617       | 100,00      |        |        |  |
| Abstentions                          | Abstentions    | Abstentions    | 2 337        | 30,67        | 2 202       | 28,91       |        |        |  |
| Votants                              | Votants        | Votants        | 5 282        | 69,33        | 5 415       | 71,09       |        |        |  |
| Blancs ou nuls                       | Blancs ou nuls | Blancs ou nuls | 204          | 3,86         | 212         | 3,91        |        |        |  |
| Exprimés                             | Exprimés       | Exprimés       | 5 078        | 96,14        | 5 203       | 96,08       |        |        |  |
| * Liste du maire sortant             |                |                |              |              |             |             |        |        |  |

### Élection municipale de 1995
|                                                      |                   |                |              |              |             |             |        |        |  |
| Tête de liste                                        | Tête de liste     | Liste          | Premier tour | Premier tour | Second tour | Second tour | Sièges | Sièges |  |
| Tête de liste                                        | Tête de liste     | Liste          | Voix         | %            | Voix        | %           | CM     |        |  |
|                                                      | René Benoit *     | UDF-PR         | 2 520        | 46,59        | 3 011       | 53,41       | 26     |        |  |
| Pour Dinan, avec passion et raison                   |                   |                | 2 520        | 46,59        | 3 011       | 53,41       | 26     |        |  |
|                                                      | Didier Morel      | PS             | 1 642        | 30,36        | 2 629       | 46,59       | 7      |        |  |
| Dinan demain : une équipe, une volonté, une ambition |                   |                | 1 642        | 30,36        | 2 629       | 46,59       | 7      |        |  |
|                                                      | Éric Fest         | DVG            | 582          | 10,76        |             |             |        |        |  |
| Vivre Dinan                                          |                   |                | 582          | 10,76        |             |             |        |        |  |
|                                                      | Patrick Diveu     | DVD            | 456          | 8,43         |             |             |        |        |  |
| Dinan d'abord                                        |                   |                | 456          | 8,43         |             |             |        |        |  |
|                                                      | Christiane Nennot | PCF            | 208          | 3,84         |             |             |        |        |  |
| Dinan Plurielle                                      |                   |                | 208          | 3,84         |             |             |        |        |  |
|                                                      |                   |                |              |              |             |             |        |        |  |
| Inscrits                                             | Inscrits          | Inscrits       | 7 898        | 100,00       | 7 896       | 100,00      |        |        |  |
| Abstentions                                          | Abstentions       | Abstentions    | 2 300        | 29,12        | 2 023       | 25,62       |        |        |  |
| Votants                                              | Votants           | Votants        | 5 598        | 70,88        | 5 873       | 74,38       |        |        |  |
| Blancs ou nuls                                       | Blancs ou nuls    | Blancs ou nuls | 190          | 3,39         | 233         | 3,97        |        |        |  |
| Exprimés                                             | Exprimés          | Exprimés       | 5 408        | 96,60        | 5 640       | 96,03       |        |        |  |
| * Liste du maire sortant                             |                   |                |              |              |             |             |        |        |  |

### Élection municipale de 1989
|                                                     |                   |             |              |              |             |             |        |        |  |
| Tête de liste                                       | Tête de liste     | Liste       | Premier tour | Premier tour | Second tour | Second tour | Sièges | Sièges |  |
| Tête de liste                                       | Tête de liste     | Liste       | Voix         | %            | Voix        | %           | CM     |        |  |
|                                                     | René Benoit *     | UDF-RPR     | 2 674        | 48,67        | 2 984       | 51,00       | 25     |        |  |
| Ensemble pour un grand Dinan                        |                   |             | 2 674        | 48,67        | 2 984       | 51,00       | 25     |        |  |
|                                                     | Didier Morel      | PS          | 2 495        | 45,41        | 2 867       | 49,00       | 8      |        |  |
| Dinan demain, une équipe, une volonté, une ambition |                   |             | 2 495        | 45,41        | 2 867       | 49,00       | 8      |        |  |
|                                                     | Christiane Nennot | PCF         | 325          | 5,92         |             |             |        |        |  |
| Rassemblement des forces de gauche                  |                   |             | 325          | 5,92         |             |             |        |        |  |
|                                                     |                   |             |              |              |             |             |        |        |  |
| Inscrits                                            | Inscrits          | Inscrits    | 7 768        | 100,00       | 7 766       | 100,00      |        |        |  |
| Abstentions                                         | Abstentions       | Abstentions | 2 064        | 26,57        | 1 752       | 22,56       |        |        |  |
| Votants                                             | Votants           | Votants     | 5 704        | 73,43        | 6 014       | 77,44       |        |        |  |
| Nuls                                                | Nuls              | Nuls        | 210          | 2,70         | 163         | 2,10        |        |        |  |
| Exprimés                                            | Exprimés          | Exprimés    | 5 494        | 70,73        | 5 851       | 75,34       |        |        |  |
| * Liste du maire sortant                            |                   |             |              |              |             |             |        |        |  |

### Élection municipale de 1983
|                           |               |             |              |              |        |        |  |  |  |
| Tête de liste             | Tête de liste | Liste       | Premier tour | Premier tour | Sièges | Sièges |  |  |  |
| Tête de liste             | Tête de liste | Liste       | Voix         | %            | CM     |        |  |  |  |
|                           | René Benoit   | UDF-RPR (*) | 3 709        | 61,54        | 27     |        |  |  |  |
| Un nouvel élan pour Dinan |               |             | 3 709        | 61,54        | 27     |        |  |  |  |
|                           | Guy Leprince  | PS-PCF      | 2 318        | 38,46        | 6      |        |  |  |  |
| Union de la gauche        |               |             | 2 318        | 38,46        | 6      |        |  |  |  |
|                           |               |             |              |              |        |        |  |  |  |
| Inscrits                  | Inscrits      | Inscrits    | 8 014        | 100,00       |        |        |  |  |  |
| Abstentions               | Abstentions   | Abstentions | 1 833        | 22,87        |        |        |  |  |  |
| Votants                   | Votants       | Votants     | 6 181        | 77,13        |        |        |  |  |  |
| Nuls                      | Nuls          | Nuls        | 154          | 1,92         |        |        |  |  |  |
| Exprimés                  | Exprimés      | Exprimés    | 6 027        | 75,20        |        |        |  |  |  |